# Gonomyia bilobata
Gonomyia bilobata är en tvåvingeart som beskrevs av Alexander 1960. Gonomyia bilobata ingår i släktet Gonomyia och familjen småharkrankar. Inga underarter finns listade i Catalogue of Life.